# 구로다 요시타카
구로다 요시타카(일본어: 黒田 孝高 くろだ よしたか[*], 덴분 15년 음력 11월 29일(1546년 12월 22일) ~ 게이초 9년 음력 3월 20일(1604년 4월 19일))는 센고쿠 시대의 무장이자 다이묘이다. 부젠국 나카쓰성주였다. 간베(官兵衛)란 이름으로 많이 불렸다. 출가 후에는 조스이(如水)란 호(號)을 사용하여 유명해졌다. 도요토미 히데요시의 측근으로 모략과 다른 다이묘 등과의 교섭에서 활약했다. 돈 시메온(Don Simeon)이란 세례명을 갖고 있는 천주교도 다이묘이기도 하다.

## 생애

### 젊은 시절
덴분 15년 음력 11월 29일, 구로다 모토타카의 장남으로 히메지(姫路)에서 태어났다. 구로다 가문은 《관정중수제가보(寬政重修諸家譜)》 등에 의하면 오미국 이카 군(伊香郡) 구로다 마을 출신 무가(武家)에서 나왔다고 하는데 명확하지는 않다. 요시타카의 조부 구로다 시게타카(黒田重隆)의 대에 하리마에 들어와 고차쿠 성(御着城)을 중심으로 반슈 평야를 통치하던 소다이묘 고데라 마사모토(小寺政職)를 섬겼다. 마사모토는 시게타카를 높게 평가하여 중신으로 삼아 히메지성 성주대리로 임명했다. 또한 시게타카의 아들 모토타카에게 자신의 양녀를 시집보내어 고데라를 성씨(姓氏)로 사용하게 하였다.
에이로쿠 10년(1567년)에 요시타카는 가문을 물려받고 결혼하여 히메지 성주 대리가 되었다. 성주 대리 당시 이웃한 아카마쓰 가문이 3천여 병력을 거느리고 구로다 가문의 본성인 히메지 성을 침공하자 단 300여명으로 이를 격파해 이름을 떨친다.
덴쇼(天正) 원년(1573년) 하리마의 고데라 씨는 기나이에서 세력을 확대하던 오다 노부나가(織田信長)와 산요(山陽), 산인(山陰)에 세력을 갖고 있던 모리 가문(毛利氏) 두 세력에 둘러싸이게 되었다.
덴쇼 3년(1575년) 노부나가는 중신 하시바 히데요시(羽柴秀吉, 후에 도요토미 히데요시)에게 명령하여 하리마에 진군하여 머물도록 하였다. 요시타카는 노부나가의 재능을 높이 평가하여 재빨리 주군 마사모토에게 오다가문에 신종할 것을 설득하고 주위의 여러 세력의 회유에 나섰다. 그런데 덴쇼 6년(1578년) 하리마의 대세력 미키 성주 벳쇼 나가하루(別所長治)가 오다 가문에 반기를 들자 주위 여러 세력도 크게 동요하였다. 거기에 노부나가의 중신으로 셋쓰국(攝津國)를 맡고 있었던 아라키 무라시게(荒木村重)가 노부나가에 대해 모반을 일으키고 아리오카 성(有岡城)에서 농성을 하게 되었다. 그 시기 요시타카는 무라시게를 설득하기 위해 아리오카 성에 들어갔으나 교섭은 실패하고 역으로 붙잡혀 아리오카 성의 토굴에 갇히게 되었다.
1년 후 아리오카 성이 함락되고 요시타카의 가신 구리야마 도시야스(栗山利安)에 의해 구출되었으나 기나긴 토굴생활 때문에 다리 관절에 큰 지장을 가져와 평상시처럼 걸음을 걷는 일은 불가능하게 되었다. 그 때문에 이후 전투의 지휘를 가마에 타서 하게 되었다.
그때 주군 고데라 마사모토도 무라시게의 모반에 동조하여 노부나가에게 반기를 들었기 때문에 노부나가의 장남 오다 노부타다(織田信忠)에 의해 토벌당했다. 그래서 모반인의 이름을 갖고 있는 것은 별로 안 좋다고 판단하여 본래의 구로다란 이름으로 고치게 되었다. 동시에 노부나가로부터 하리마노쿠니 내에 1만 석의 영지를 하사받았다.
덴쇼 8년(1580년)에는 "히메지성은 하리마를 통치하기엔 최고의 땅"이라며 자신의 거성을 히데요시에게 제공하고 자신은 시키토 군(飾東郡)의 국부산성으로 이동했다. 덴쇼 9년(1581년) 이나바(因幡) 돗토리 성(鳥取城)을 병량 공격으로 몰아넣어 함락시켰다. 그 시기 돗토리 성은 완전봉쇄당해 성안은 처참하기 그지없는 기아지옥에 몰아넣었는데, 이 작전을 히데요시에게 헌책한 것이 요시타카라는 말이 있다.
덴쇼 10년(1582년) 모리씨의 명장 시미즈 무네하루(清水宗治)가 수비하던 빗추(備中) 다카마쓰 성(高松城) 공격에 있어서도 히데요시는 거대한 제방(堤防)을 쌓아 성에 수공(水攻)을 가했는데, 이 작전을 헌책한 사람도 요시타카라는 말이 있다. 그런데 다카마쓰 성 공략 와중에 교토에서 혼노지의 변이 일어나 노부나가는 비극의 죽음을 맞이한다. 노부나가의 죽음을 알아챈 요시타카는 히데요시에게 "주군에게 행운이 열릴 기회가 찾아왔다"며 대담무쌍한 진언을 했다고 한다. 그리고 모리 데루모토(毛利輝元)와 화의를 맺고 주고쿠에서 철수한 것도 모두 요시타카의 진언에 의한 것이라 전해진다.

### 도요토미 정권 아래에서
덴쇼 11년(1583년) 시즈가타케 전투(賤ケ岳の戦い)와 덴쇼 12년(1584년) 고마키·나가쿠테 전투(小牧-長久手の戦い)에도 참가했다. 덴쇼 13년(1585년)에는 시코쿠(四國)정벌에 참가하여 적장 조소카베 모토치카(長宗我部元親)의 책략을 간파하고 오히려 역공을 가해 차례로 적성을 함락시켰다.
덴쇼 14년(1586년)에 종5위하 가게유 차관(勘解油次官)에 서임(敍任)되었다. 덴쇼 15년(1587년) 히데요시의 규슈정벌에서는 모리 가문, 우키타 가문 등의 군대의 군목부(軍目付;군대감시역)을 맡아 전쟁의 승리에 공헌하였다. 그 때문에 전후 논공행상에서 부젠 나카쓰에 12만 5천 석의 영지를 하사받았다.
그리고 규슈에서 불온한 움직임을 보였던 국인세력인 기이 시게후사(城井鎮房), 노나카 시게자네(野中鎮兼) 등이 잇키를 일으키자 요시타카는 이들을 격파하고 다음해 4월에 기이씨를 모살하여 영내의 안정에 성공했다. 이에 앞서 요시타카는 다카야마 우콘(高山右近)과의 교분으로 인해 기독교에서 세례를 받았다.
그런데 덴쇼 15년(1587년) 7월에 히데요시에 의해 바테렌 추방령이 발표되자, 다카야마 우콘은 이에 반항하다 추방되었지만 요시타카는 솔선하여 명령을 수행했다. 히데요시의 측근인 요시타카의 행동은 선교사와 기독교를 신앙으로 믿는 제후(諸侯)들에게 커다란 충격을 주었는데, 루이스 프로이스가 책에 그 사실을 기록할 정도였다.
덴쇼 17년(1589년) 가문을 장남 구로다 나가마사(黒田長政)에게 물려주고 은거하여 조스이칸(如水軒)이란 호를 사용했다. 그러나 그 후에도 히데요시의 측근으로써 일하며 덴쇼 18년(1590년) 오다와라(小田原) 정벌에도 참가해 [[고호조 씨|호조 가문)(北条氏)의 거성 오다와라성에 들어가 호조 우지마사(北条氏政), 호조 우지나오(北条氏直)부자를 설득해 오다와라 성을 무혈항복시키는 공적을 세웠다. 그때 호조 우지나오에게서 日光一文字의 명도를 선물로 받았다.(이것은 국보가 되어 후쿠오카시 박물관에 소장중이다.)
분로쿠(文祿) 원년(1592년) 임진왜란에도 참가하여 주요 성곽의 수호 등과 제2차 진주 성 전투에 참가하여 고토 모토쓰구(後藤基次)가 개발한 귀갑차(龜甲車) 등의 설계에도 참여했으나, 분로쿠 2년(1593년)에 5봉행 중 한 명인 이시다 미쓰나리(石田三成)와 다툼이 일어난 것이 히데요시의 노여움을 샀기 때문에 출가, 은거하여 조스이엔쿄(如水円清)란 호를 사용하였다. 그 후에는 나카쓰 성에서 유유자적한 은거생활을 보내었다고 한다.
게이초 3년(1598) 8월 히데요시가 죽었다. 조스이는 히데요시의 사후 12월에 수도로 올라와 후시미(伏見) 저택에 거주하였다고 한다. 그때 조스이의 심정을 알려주는 사료로써 조스이가 깃카와 히로이에(吉川広家)에게 보낸 편지가 남아 있다.
かようの時は仕合わせになり申し候。はやく乱申すまじく候。そのお心得にて然るべき候。

하양(賀陽) 이 가까워오면 마음이 행복해집니다. 조만간 난리가 있을 듯 하오이다. 이를 염두에 두시고 향후를 생각하시오.

이것은 조스이가 가까운 시일내 반드시 천하의 패권을 둘러싼 대란이 일어날 것임을 예측했다는 것을 나타낸것이기도 했다.

### 세키가하라 전투
게이초 5년(1600년) 5대로(大老) 중 한 명인 도쿠가와 이에야스(徳川家康)가 아이즈(会津)의 우에스기 가게카쓰(上杉景勝)을 토벌하기 위해 동진하자 미쓰나리가 서군을 이끌고 거병하여 세키가하라 전투가 일어났다. 장남 나가마사는 이에야스의 양녀를 아내로 맞이했기 때문에 고토 모토쓰구(後藤基次) 등과 함께 구로다 군의 주력을 이끌고 동군에 참가해 세키가하라 전투에서 동군측에서 전투를 벌여 무공을 세웠다.
그에 상응하여 조스이도 규슈에서 동군으로써 거병했다. 그런데 병력의 대부분은 나가마사가 이끌고 상경해 버렸기에 병력이 부족했다. 때문에 조스이는 영내의 백성들에게 돈을 주고 병사로 고용하였다. 그 결과 1만 명 정도의 백성들로 이루어진 속성 군단이 결성되게 되었다. 조스이는 이 병력을 이끌고 9월 9일(10월 15일) 분고에 침공했다.
그런데 같은 날 가문 재흥을 목표로 서군에 참가한 오토모 요시무네(大友義統)도 모리 데루모토의 지원을 받아 분고에 침공하여 동군의 호소카와 다다오키(細川忠興)의 속령(屬領)이었던 기즈키 성(杵築城)을 포위공격했다. 수비장수 마쓰이 야스유키(松井康之)와 아리요시 타치유키(有吉立行)는 조스이에게 원군을 요청했다.
조스이는 원군 요청에 응하여 9월 13일(10월 19일) 이시가키바루(石垣原)에 이르러 오토모 요시무네 군과 충돌했다. 구로다 24기(騎)를 대표하는 모리 도모노부(母里友信) 등의 활약도 있어서 구로다 군은 오토모 군에게 승리했다.
그후도 조스이는 서군에 속하던 구마가이 나오모리(熊谷直盛)의 아키 성(安岐城), 가키미 가즈나오(垣見一直)의 도미쿠 성(富來城), 오타 가즈요시(太田一吉)의 우스키 성(臼杵城), 모리 다카마사(毛利高政)의 쓰노무레 성(角牟礼城)과 히구마 성(日隈城), 사에키 성(佐伯城), 모리 가쓰노부(毛利勝信)의 고쿠라성(小倉城), 모리 노부토모(毛利信友)의 가와라다케 성(香春岳城) 등을 차례로 함락시켰다. 그때 조스이의 행동은 규슈를 통일하고 그 병력을 이끌고 상경하여 이에야스와 결전을 벌여 천하을 자신의 것으로 만들려는 야망을 갖고 있었다고 전해진다.
세키가하라 전후 나가마사는 이에야스로부터 공적 제 1위로써 지쿠젠 후쿠오카(福岡) 52만 3천 석을 하사받았다. 그 때문에 조스이도 나카쓰 성에서 후쿠오카 성으로 이동해 그 후로는 정치에는 관여하지 않고 은거생활을 보냈다. 케이초 9년 3월 20일(1604년 4월 19일) 교토 후시미 관저에서 서거했다. 향년 59세였다.

## 인물평
- 일반에게 전해지는 요시타카의 활약에 대해서는 군사의 활약을 멋지게 묘사했던 에도시대의 군기물(軍記物) 등에서 과장된 부분도 많았다고 전해진다.
- 다케나카 한베에(竹中半兵衛)와 함께 히데요시의 쌍벽이라 일컬어지며 '양쪽의 베에(両兵衛)', '두 명의 베에(二兵衛)'라 칭해졌다.
- 도쿠가와 히데타다(徳川秀忠)는 요시타카를 '이 시대의 장량과 같은 인물'이라 평했다.(명장언행록)
- 요시타카는 매독에 걸려, 머리에 흉칙한 부스럼이 있었다고 한다.
- 일반에게는 호시탐탐 천하을 노린 야심가로써 책에 설명된 부분이 많았으나, 주군을 배신한 적은 한 번도 없었던 의외의 일면도 있었다. 고데라 마사모토의 경우에도 "배신이다"라고 하지 않고 "배신당했다"라고 말해지는 경우가 많고, 세키가하라 전투 시 도쿠가와 이에야스와의 관계에서도 두 사람의 입장은 같은 도요토미 가문의 가신일 뿐 주종 관계가 아니었다. 소설가 사카구치 안고(坂口安吾)는 "천재였지만 다만 전쟁매니아로써 야심은 2류"라고 평하였다.

## 일화
- 명장언행록(名将言行録)에 따르면 혼노지의 변(本能寺の変)으로 오다 노부나가가 사망했을 때 요시타카는 히데요시에게 "주군의 운이 열릴 기회가 찾아왔군요"(御運が開かれる機会が参りましたな)라고 발언했다. 이것을 계기로 히데요시는 요시타카의 지모를 두려워하기 시작했다고 한다. 히데요시가 요시타카를 중앙에서 멀리 떨어진 부젠 나카츠 12만 석을 하사한 것도 이것을 나타낸 것이다.
- 같은 책에는 히데요시가 가신들에게 「나를 대신해 천하를 얻을 자는 누구일 것 같으냐」(わしに代わって、次に天下を治めるのは誰だ)라고 묻자 가신들은 도쿠가와 이에야스(徳川家康)나 마에다 도시이에(前田利家)의 이름을 들었지만, 히데요시는 구로다 간베(요시타카)를 들며 「간베 그 자가 마음만 먹는다면 내가 살아있는 동안에도 내게서 천하를 빼앗아버릴 것이야」(官兵衛がその気になれば、わしが生きている間にも天下を取るであろう)라고 말했다. 측근들은 「간베 님은 10만 석 다이묘일 뿐이지 않습니까?」라고 반문했는데, 히데요시는 「너희들은 그놈의 진짜 역량을 몰라. 그놈에게 100만 석을 주었다면 단숨에 천하를 빼앗아버렸을 것이야」(お前達は奴の真の力量を分かっていない。奴に100万石を与えたならば途端に天下を奪ってしまう)라고 말했다. 이를 전해들은 간베는 「집안의 화가 되겠다」며 곧장 머리를 깎고 조스이(如水)라는 호를 사용하였다고 한다.
- 또한 명장언행록에는 「히데요시는 평소 세상에 두려워한 것은 도쿠가와와 구로다였다. 아무래도 도쿠가와는 온화한 사람이었다. 구로다는 두창을 앓고 아무리 해도 그 마음을 헤아리기 어렵다고 하였다」(秀吉、常に世に怖しきものは徳川と黒田なり。然れども、徳川は温和なる人なり。黒田の瘡天窓は何にとも心を許し難きものなりと言はれしとぞ)라고 기록하기도 하였다.
- 요시타카가 나가마사에게 가문을 물려주고 은거한 것은 44세 때였는데, 왕성하게 활동할 연령에 은거를 하게 된 이유는 히데요시에게 주살당할 것 같은 두려움 때문이었다고 한다. 또한 그 때쯤 이시다 미쓰나리 등과 같은 젊은 인재들의 대두 등도 또 하나의 이유라고 할 수 있다.
- 만년에 가신에게 차갑게 대했다고 한다. 이것은 순사자(殉死者)를 만들지 않기 위해서이기도 하고, 또한 자신의 장남 나가마사가 당주로써 가신단의 단결을 얻게 하기 위한 배려였다고 전해진다.
- 아라키 무라시게가 반란을 일으켰을 때 노부나가는 요시타카가 귀환하지 않자 무라시게에게 넘어간 것으로 판단하고 당시 인질로 맡겨졌던 나가마사를 살해할 것을 명령했다. 그러나 다케나카 한베에는 기지를 발휘하여 나가마사를 구했다. 그 때문에 다케나카 시게하루(다케나카 한베에)에게 감사하는 마음을 잊지 않기 위해 구로다 가문의 문장에 다케나카 가문의 문장을 함께 사용하였다.[2]
- 세키가하라 전투 후 돌아온 나가마사가 "이에야스 님이 제 손을 잡고 공로를 치하하셨다"고 자신만만해 하자 요시타카는 "그때 너의 왼손은 무엇을 하고 있었느냐"(왼손으로 이에야스를 죽였어야 한다)고 말하였다고 한다.

## 같이 보기
- 요시카와 에이지